# 이센스
이센스(E SENS, 본명: 강민호, 1987년 2월 9일 ~ )는 대한민국의 래퍼이다. 2003년에 대구 클럽 HEAVY에서 활동을 시작하였으며, 2007년부터 2013년까지 사이먼 도미닉과 힙합 듀오 슈프림팀을 이루어 활동하였다. 
슈프림팀 활동 당시에는 아메바 컬쳐 소속이었고, 크루는 지기 펠라즈와 일리스트 컨퓨젼에 속해 있었다. 이후 2014년부터 기획사 Beasts And Natives Alike (BANA)에 소속되어 2015년 8월 27일, 솔로 데뷔 음반이자 첫 정규 음반인 《The Anecdote》를 발매하였다. 2019년 7월 22일, 정규 2집 음반인 《이방인》을 발매하였다. 2020년 8월 27일, The Anecdote 발매 5주년 기념을 맞이하여 EP 음반 《Marigold Tapes》를 발매하였다.

## 학력
- 덕원중학교
- 덕원고등학교
- 계명대학교 실용음악과

## 생애

### 유년 시절 및 데뷔
이센스(강민호)는 1987년 2월 9일 대한민국 경상북도 경산시에서 1남 2녀 중 막내로 태어났다. TV를 통해 우연히 노토리어스 B.I.G의 뮤직비디오를 본 그는 1999년에 나온 1999 대한민국, 조PD를 들으며, 처음 힙합에 관심을 갖기 시작하였다. 그로 인해 습작을 만들어가면서 실력을 쌓아가면서, 2002년 10월, 대구에서 열린 청소년 힙합 페스티벌에서 우승을 하게 되고, 이때 게스트로 찾아왔던 바이러스의 마이노스와 연을 맺으면서 2003년, 대구에 위치한 클럽 HEAVY에서 정기 공연 힙합 트레인의 멤버로 활동하게 되었다. 활동은 약 1년 간 이어졌으며, 힙합 트레인의 컴필레이션 앨범 In da Heavy에 수록된 단체곡 "Stayin' Alive"에 참여, 첫 공개적인 데뷔를 치렀다. 이후 엘큐의 EP Unofficial Experiment에 참여한 것에 이어, 엘큐의 주도하에 제작된 프로젝트 앨범 Uncut, Pure!!에 플래닛 블랙과 함께 참여하였으며, 엘큐 두 번째 EP 참여 외에는 거의 다른 활동을 보이지 않고 솔로 앨범 제작에 매진하면서 더 나은 작업을 위해 가라사대와 계약을 맺었다. 이 솔로 앨범은 가라사대의 와해와 함께 무산되었다.
그가 처음 주목을 받은 것은 P&Q 앨범 참여곡인 〈지켜볼게〉에서부터 였는데, 여기서 그는 정박 위주의 안정적인 스타일을 선보였던 Uncut, Pure!!에서의 스타일과 달리 자유로운 리듬감과 단어 선택, 톤 조절로 리스너들에게 인상을 남겼다. 인터뷰에서 그는 데뷔 이래로 쭉 자신만의 스타일을 연구해왔으며, 2006년에 이르러서야 완성된 모습을 갖게 된 것 같아 앨범에 참여를 결정하였다고 말하였다. 이 때부터 그는 종횡무진 활약을 하기 시작하였으며, 2006년 동안은 특히 STG Mixtape에 참여하는 등 STG 크루와 콜라보를 하기도 하였다. 그 한 해 그는 리스너들 사이에서 명실상부 수퍼 루키로 떠올랐으며, 동시에 지기 펠라즈 컴필레이션 앨범에 대표곡 〈꽐라〉를 수록하였다. 그는 창단 멤버는 아니었으나, 얼마 지나지않아 지기 펠라즈에 입단하였다. 한편, 2007년에는 온라인으로 믹스테이프 Blanky Munn's Unknown Verses를 발표하여 이슈가 되기도 하였다.

### 슈프림팀결성
지기 펠라즈에서 활동하던 그는, 역시 같은 크루의 멤버인 사이먼 도미닉과 함께 2007년에 공연 《B-Show》를 계기로 함께 활동하자는 데 뜻을 같이 하고 슈프림팀을 결성하였다.2008년 경, 둘은 지기 펠라즈를 탈퇴한 후 다이나믹 듀오가 있는 아메바 컬쳐에 합류하여 많은 이들을 놀라게 했다. 이를 통해 다이나믹 듀오의 전폭적인 지지를 받게 된 둘은, 다이나믹 듀오의 4집 앨범을 시작으로 여러 가요 앨범에 참여하였다. 물론, 언더그라운드 힙합 앨범에서도 자주 그들을 찾아볼 수 있었다.
이센스는 2009년 4월 경, 사이먼 도미닉의 일리스트 컨퓨젼에 합류하였으며, 7월에는 슈프림팀의 EP Supreme Team Guide to Excellent Adventure 발매로 팀으로서 정식 데뷔를 했다. Supreme Team은 2009년, MAMA에서 남자 신인 그룹상을 수상하여 가능성을 보이면서 앨범 발매 및 여타 가수 앨범 참여 활동으로 활발한 활동을 펼치고 있다. 그러나, 사이먼 도미닉과 반대로 이센스는 아직까지 예능 프로그램에 출연하지 않고 있다. 예능 프로그램에 출연하지 않는 이유에 대해서는 2010년, 한 인터뷰에서 "저는 아직 제 성격을 카메라 앞에 그대로 노출할 자신이 없어요."라고 밝혔다.2011년 8월, 그는 솔로 앨범 작업 중임을 알리며, 사이먼 도미닉의 솔로 앨범이 먼저 나온 후 자신의 솔로 앨범이 뒤를 이을 것을 예고하였다.

### 활동 중단
2011년 10월 5일, 초 그가 건강검진에서 폐 이상이 발견되어 활동을 중단했다는 소식이 뒤늦게 알려지면서 앨범 발매 일정이 불투명하게 되었다. 그러나 한 달이 지난 11월 2일, E SENS는 소속사 건물에서 열린 기자회견에서, 대마초 흡연 사실을 고백하였다. 기자 회견에서 그는 1년 여 동안 지인들로부터 입수한 대마초를 집에서 여러 차례 흡입하였으며, 이에 대한 책임을 지고 연예 활동을 중단하겠다는 뜻을 밝혔다.2012년 2월 17일, 이센스는 결국 대마초 흡연 혐의로 인해 불구속 기소되었으며, 그 해 4월 20일 징역 1년 2개월, 집행유예 2년, 추징금 213만 3500원 사회봉사 160시간, 약물치료강의 40시간을 선고받았고, 항소 없이 이를 수용하기로 결정하였다. 그는 대마초 사건으로 인해 아메바 컬쳐 레이블 콘서트 "2012 Amoebahood Concert"에 참가하지 못했고, E SENS가 출연하였던 성훈의 "Fail in Love" 뮤직비디오와 다이나믹 듀오의 〈불타는 금요일〉 뮤직비디오가 공개되지 못했다.
이센스의 정확한 복귀 시점은 아직 밝혀지지 않았으나 사이먼 도미닉이 엠팩쇼 등 여러 공연에서 이센스가 컴백을 준비 중이며 12월 쯤에 슈프림팀이 돌아올 것이라고 말하곤 하였다. 7월에는 개코가 아메바 컬쳐 컴필레이션이 준비 중에 있으며 이를 위한 회의 사진을 공개하였는데, 여기에 이센스가 있어 팬들을 설레게 하였다.

### 컴백 및 솔로 독립, 그리고 디스전
2012년 10월 24일, 이센스는 프라이머리의 새 앨범에 〈독〉이라는 곡으로 참여하였으며 뮤직비디오가 발표되었다. 많은 팬들은 그에게 아낌없는 성원을 보냈으며 특히 성숙해진 그의 가사와 변함없는 랩 스킬에 큰 호평을 보내며 그를 환영하였다. 이후 슈프림팀은 2013년 3월, "2013 Amoebahood Concert"에서 복귀 무대를 처음으로 가졌고, 이어 19일 디지털 싱글을 발표하면서 완전히 컴백하였다.
그러나 2013년 7월, 돌연 아메바 컬처 측에서 이센스와의 계약이 해지됐음을 알리면서 팬들에게 충격을 안겼다. 이센스 본인도 트위터를 통해 "계약해지를 통보받았고 솔로로 활동할 것이다"고 표현하여, 본인 의사에 반하여 퇴출된 것이 아니냐는 추측이 있었으나, 아메바 컬쳐 측에서 이센스와의 음악적 방향 차이로 합의 하에 계약을 해지한 것이며, 슈프림 팀은 원래 프로젝트 팀이었기 때문에 해체라고 따로 말할 것은 없다고 해명하였다. 이어 Simon D도 트위터를 통해 "그게 센스가 행복해지는 유일한 길이었고 그 선택을 존중"한다며 "I.K. 안에서 각자가 잘 하는 걸 보여줄 수 있을 것"이라고 발언하여 계약 해지가 E-Sens의 결정이었음을 강조하였다. 더불어 31일에는 트위터를 통해 일리스트 컨퓨젼의 탈퇴를 알리는 글을 올렸다. 이센스는 "얼굴 붉히는 일 때문이 아닌 앞으로의 일들에 있어 중요한 결정이라 생각했다"며 "이제 그냥 묵묵히 음악하면서 행복하게 살고 싶습니다. 부끄럽지 않게 할 생각입니다."면서 자신의 의견을 표현했다.
이후 8월 말, 일어난 소위 "컨트롤 대란"에서, E-Sens는 You Can't Control Me라는 곡을 발표하며 개코를 강도 높게 디스하면서, 둘이 좋은 관계로 끝났다고 생각했던 팬들을 충격에 빠뜨렸다. 이에 개코는 I Can Control You라는 곡으로 응수하였으며, E-Sens 역시 True Story란 제목의 곡으로 반격을 하였다. 이 곡 가사에는 그에게 소속사가 10억을 요구했고 그와 함께 협박에 가까운 말이 오고간 정황이 담겨있어 팬들의 궁금증을 커지게 하였다.

### 컨트롤 대란 이후
디스전 이후 이센스의 활동은 크지는 않았으나 트위터 등을 통해 곧 무언가 발표할 예정이라는 점을 거듭 얘기하였으며, 특히 몇 차례 공연에서 JTONG과 D.O.T.라는 팀으로 활동할 것이라고 밝혔다. 더불어 그는 자신이 새로운 독립 레이블을 만들어 활동할 계획도 있다고 얘기하였다. 이에 따라 D.O.T.가 그 레이블의 이름일 것이라고 팬들은 추측하였고, 기사화되기도 하였으나, 제이통이 D.O.T.는 크루임을 밝혔다. (D.O.T.는 후에 무산되었다.) 그는 2013년 12월 28일, 오래간만에 재개되는 힙플쇼에 출연할 예정이었으나 개인적인 사정으로 부득이하게 참석하지 못함을 밝히면서, 다음에 다시 좋은 무대를 마련할 것임을 힙합플레이야 측을 통해 전해왔다.
2014년 11월 5일, 자신의 첫 정규 앨범으로 알려진 The Anecdote라는 앨범 발매를 앞두고 또 다시 대마초 흡연 혐의로 불구속 입건되었다가, 2015년 4월 8일에 또 다시 대마초 흡연 혐의로 구속되어, 재판 1년 6개월 형을 선고 받고 복역 후에 2016년 10월 3일, 만기 출소 하였다.

### 정규 음반 발매
2015년 8월 8일, 대마초 흡연 혐의로 불구속 입건되어 무산될 줄 알았던 정규 음반 The Anecdote가 2015년 8월 27일에 발매된다는 글이 The Anecdote 공식 인스타그램에 게시되었고 10일, 한정반 예약 주문을 시작하여 일주일 만에 16,000장의 판매고를 기록하였고 이어 8월 27일, 첫 정규 음반 The Anecdote가 발매되었다. 2014년 7월 4일부터 10일, 10월 6일부터 24일까지 덴마크 코펜하겐에서 머물며 작업한 음반은, 총 10곡이 수록되었고 Daniel Obi Klein이 전곡 프로듀싱을 맡았다. 발매 후, 음원 차트에서 상위권을 기록하였고 SNS을 통해 뮤지션과 평론가들의 극찬을 받았다. "한국의 Illmatic"이라는 평가가 나올 정도였다. 이 음반은 2016년 제13회 한국대중음악상에서 '올해의 음반' 상과 '최우수 랩&힙합 음반' 상을 수상했다.

### 이방인 발매
2019년 7월 8일에 한정반 예약 주문을 시작하여 단 3일 만인 11일까지 17,000장의 판매고를 기록하였다.
2019년 7월 22일, 이방인이 발매되었다.
이 음반에 수록된 〈그XX아들같이〉가 2020년 제17회 한국대중음악상에서 '최우수 랩&힙합 노래' 상을 수상했다.

### EP 음반 발매
2020년 8월 27일, The Anecdote 발매 5주년 기념을 맞이하여 EP 앨범 Marigold Tapes가 발매되었다.

### 저금통 발매
2023년 7월 13일, 그의 세 번째 정규 음반인 저금통이 발매되었다.
이 음반의 4번 트랙 〈What The Hell〉은 2024년 제 21회 한국대중음악상 '최우수 랩&힙합 노래'와 2024 한국힙합어워즈 '올해의 힙합 트랙' 을 수상했다.
대표곡: Untouchable (The Coming), 〈꽐라〉, M.C., Where to Go, 〈독〉 (Primary 곡), Back In Time, Writer's Block, The Anecdote, Tick Tock, 비행

## 음악 활동

### 정규
- 1집 The Anecdote (2015.08.27)
- 2집 이방인 (2019.07.22)
- 3집 저금통 (2023.07.13)

### EP
- Marigold Tapes (2020.08.27)

### 콜라보레이션 앨범
- UNCUT, pure!!! (with PLANET BLACK) (2004.05.21)
- Supreme Team Guide To Excellent Adventure (with Simon Dominic) (2009.07.13)
- Supremier (with Simon Dominic) (2010.03.18)
- Spin Off (2010.06.03) (with Simon Dominic)
- Ames Room (2010.10.01) (with Simon Dominic)

### 믹스테잎
- Blanky Munn's Unknown Verses (2007.09.13)
- New Blood, Rapper Vol.1 (2008.03.27)
- Blanky Munn's Unknown Verses Vol.2 (202?.??.??)

### 싱글
- 왜 (with Simon Dominic) (2010.09.06)
- 신승훈 20th Anniversary With 슈프림팀 Vol. 2 (with Simon Dominic) (2010.10.15)
- 아테나 : 전쟁의 여신 OST Get Ready (with Simon Dominic) (2011.01.04)
- Hommage to Quincy Jones  (with Simon Dominic) (2011.04.15)
- Thanks 4 The Wait (with Simon Dominic) (2013.03.19)
- I'm Good (2014.03.27)
- Back In Time (2014.09.30)
- MTLA (2018.11.13)
- 그XX아들같이 (2019.07.04)
- Confirmed (with Zion.T) (2020.07.07)

### 기타
- 2009년 4월 21일 - BlueBrand PART 2 〈말 좀 해줘〉
- 2010년 6월 24일 - 블루브랜드 Trauma Part 2 〈너 때문이야〉

## 출연작

### CF
- Mnet X Vans
- KM

### 기타
- 2018년 Mnet 《2018 MAMA》 (With 나플라, 팔로알토, 더 콰이엇, 스윙스, 비와이, 창모)

### 예능
- 2020년 Mnet 《곡FARM!》 게스트 - 자이언티와 동반 출연 (10회 ~ 13회)
- 2025년 Mnet 《라이브 와이어》 게스트 (7회)

## 수상
- 2020년 제17회 한국대중음악상 '최우수 랩&힙합 노래' 상
- 2016년 제13회 한국대중음악상 '올해의 음반' 상
- 2016년 제13회 한국대중음악상 '최우수 랩&힙합 음반' 상
- 2003년 아우성랩페스티벌 문화부장관상

## 이슈

### OK 본과의 디스전
2008년 3월, 이센스는 믹스테이프 New Blood, Rapper Vol.1의 수록곡 "Rhyme King"을 통해 OK 본을 디스하였다. 당시 O.K. Bone은 9단지 독서실의 이름을 내걸고 두 번째 앨범 《라임왕》을 발표한 상태였는데, 이 앨범 제목과 노래 제목이 일치하였는 데다가, "여러분! 우리가 라임 킹이에요! 아이고 시발 논다" 등의 공격적 가사로 9단지 독서실 디스곡이라는 말이 이미 퍼져있었다. 이에 대한 공식적 발표는 없었으나, 이센스는 이미 공연장에서 공공연하게 OK 본을 디스하였음을 인정하고 있었다.
OK 본은 곧 9단지 독서실 싸이월드 클럽을 통해 술배의 앨범에 피쳐링을 통해 반격할 것을 밝혔다. 피쳐링은 신인 MC의 음반에 피쳐링을 통해 이슈를 벌이는 것이 옳지 않다는 OK 본의 판단으로 무산되었으나, 대신 싸이클럽을 통해 〈번개송 2〉라는 제목의 디스곡을 발표하였다.
하루가 안 되어 4월 14일에 이센스는 여러 사이트를 통해 재반격곡 〈개뼈다귀〉를 발표하여 디스전은 불이 더욱 붙었다. 디스곡을 발표하면서 E-Sens는 '장난으로 랩하거나 적당히 발 걸치고 어디가서 힙합음악 한다고 목에 힘주는 게 너무 싫다'고 밝혔다.
일주일 후 OK 본은 여기에 대한 반격곡 〈지렁이에게〉를 발표하였으나, 더 이상 이센스의 반격은 없었으며, 이슈 거리를 일부러 만들어주기 싫어서 그만두었다는 추측이 난무하였다.

### 개가수 공개 디스
2012년 11월 26일, 가수 B-Free가 트위터에 "왜 개그맨은 할 거 없으면 힙합퍼를 흉내내며 웃기지도 않는 억지 노래를 하느냐"하는 글을 리트윗하면서 "아 솔직히 이거 존나 꼴보기 싫어"라는 발언을 했다. 정준하, 뚱스 (정형돈, 길)가 이 발언에 대해 트위터를 통해 언급하면서 논쟁은 불이 붙었고, 네티즌들은 특히 이 발언이 당시 개그콘서트를 통해 큰 인기를 끌고 발표하는 음원마다 인기 몰이를 하였던 용감한 녀석들을 겨냥한 것이 아니냐고 추측을 하였다.
사건이 점차 커지자, 이센스 측은 트위터를 통해 "풍자와 해학이 필요한 요소라는 것을 알지만 그럴려면 이해가 바탕이 돼야되는데 그냥 홍대에 술취한 바지크게 입은 사람들 몇명만 보고서 짠 듯한" 게 싫었고 이는 변함 없는 자신의 의견이라고 또 다시 발언을 하였다. 덧붙여, 누군가를 겨냥한 것이 아니라 현상 자체가 싫은 것이라고 말하였다. 공교롭게도, 며칠 지나지 않아 용감한 녀석들 측은 12월, 정규 앨범을 발표함과 함께 은퇴하겠다고 밝혔으며, 이센스의 발언과는 관계 없다고 하였으나 이센스 발언에 관련해서는 "진지한 자세로 음악에 임하고 있는 진짜 가수들에 죄송스런 마음도 느꼈다. 누군가에겐 인생을 건 음악인데 즐겁게 음악을 하고 대중의 반응을 얻으며 마음이 아팠다"라고 밝혔다.

### 이센스 VS 개코
8월 23일, 소위 "컨트롤 대란"에서, E-Sens는 You Can't Control Me라는 곡을 발표하며 개코를 강도 높게 디스하였다. 해당 곡은 "솔직해져 봐 제일 얍삽한게 너인게 아무리 생각해도 난 다듀 군대 땜빵" "10억을 달라고? 아메바 컬처. kiss my ass"라는 가사를 통해 그와 아메바 컬처 사이에 어떤 일이 있었음을 예상케 했고, 좋은 관계로 끝났다고 생각했던 팬들을 충격에 빠뜨렸다. 이에 개코는 I Can Control You라는 제목의 반격곡으로 "대마초에 관심병 환자"라고 E-Sens를 디스하였다. E-Sens는 곧바로 True Story란 제목의 곡으로 반격을 하였는데, 이 곡 가사에는 그에게 소속사가 10억을 요구했고 그와 함께 협박에 가까운 말이 오고간 정황이 담겨있어 팬들의 궁금증을 커지게 했다. 이에 대한 개코의 반격은 없었으며, 아메바 컬처 측은 이센스의 가사는 허위라며 "당분간은 큰 관점에서 이번 사안에 대해 지켜볼 것"이라는 입장을 밝혔다.

## 예명
- 이센스(E-Sens)는 Essayistic Sense(에세이스틱 센스)를 줄인 말로, 스스로 힙합에 대해 "작가적이다"라고 느낀 것에 기반해 지은 이름이다.[4] 과거에는 ESS라고 줄여쓰기도 하였다.[34]
- Blanky Munn(블랭키 먼)은 그가 이센스 외에 즐겨쓰는 이름으로, 실제 믹스테이프 Unknown Verses는 Blanky Munn이란 이름을 내건 앨범이라 할 수 있다. 이름의 의미는 멍한 표정을 자주 짓는다는 데서 Blanky, 괴물을 뜻하는 Monster를 줄인 Munn을 합친 것이다. 인터뷰에서 이센스는 "멍한 상태에서 그냥, 머릿속에 오는 자극 그대로를 여과 없이 말 그대로 랩을 그냥 바로 막 할 때" Blanky(멍한) Munn(몬스터) Blanky Munn의 캐릭터 같다고 말하였다.[4]
- 데뷔 초부터 E-Sens로 사용하였다가, 2014년에 하이픈을 떼고 전부 대문자로 표기한 E SENS로 변경하였다.